# N820 (België)
De N820 is een gewestweg in de Belgische provincie Luxemburg in de plaats La Roche-en-Ardenne. De route verbindt de N89 met de N833. De route heeft een lengte van ongeveer 500 meter en passeert de rivier Ourthe.

## N820a
De N820a is een aftakking van de N820 in La Roche-en-Ardenne. De 2,4 kilometer lange aftakking vormt een route langs twee campings en passeert daarbij twee keer de rivier Ourthe. De route verloopt via de Rue de la Gare en Rue des Echavées.